# 坦夸河
13°31′41″N 39°52′41″E / 13.528°N 39.878°E

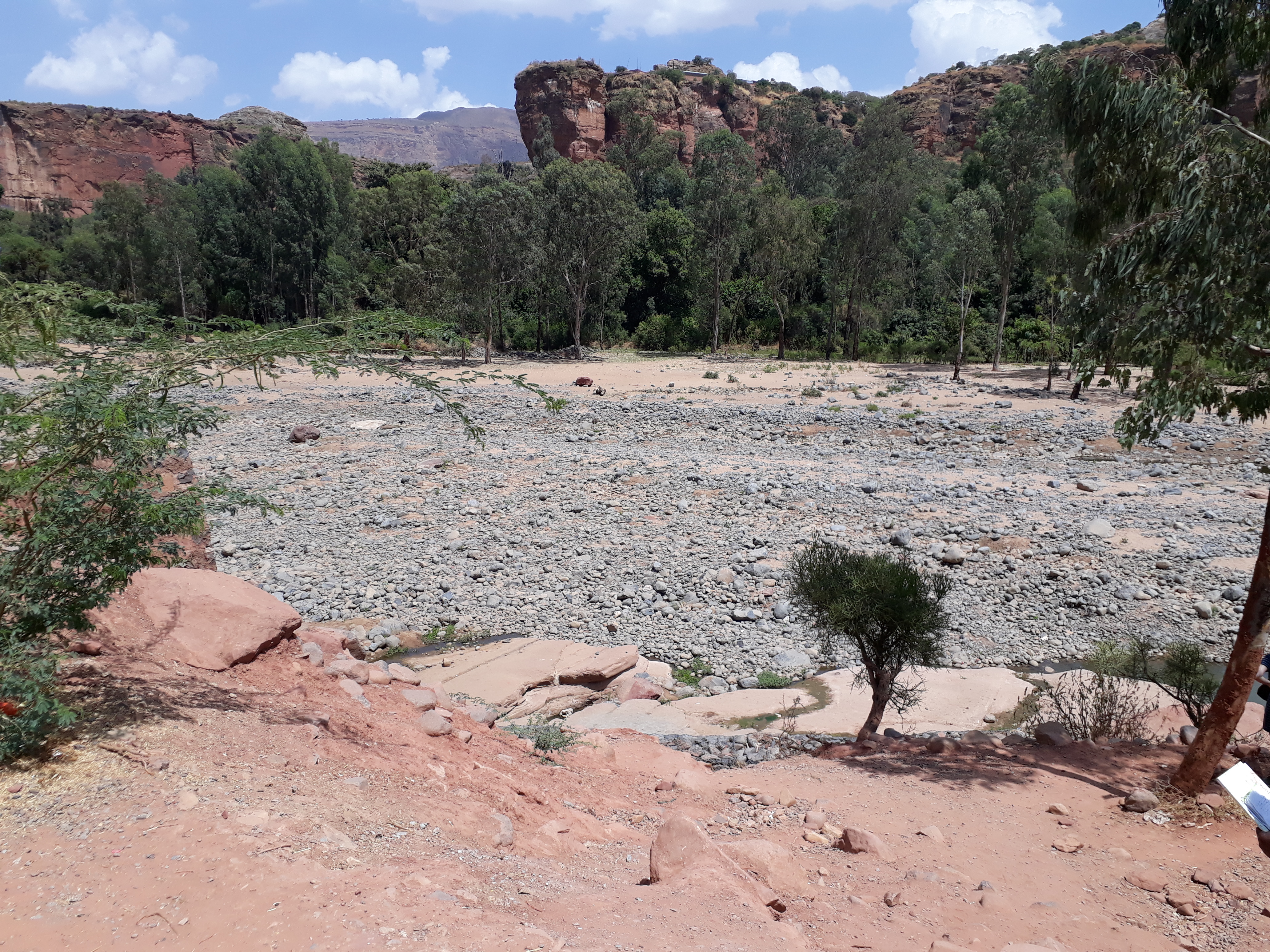

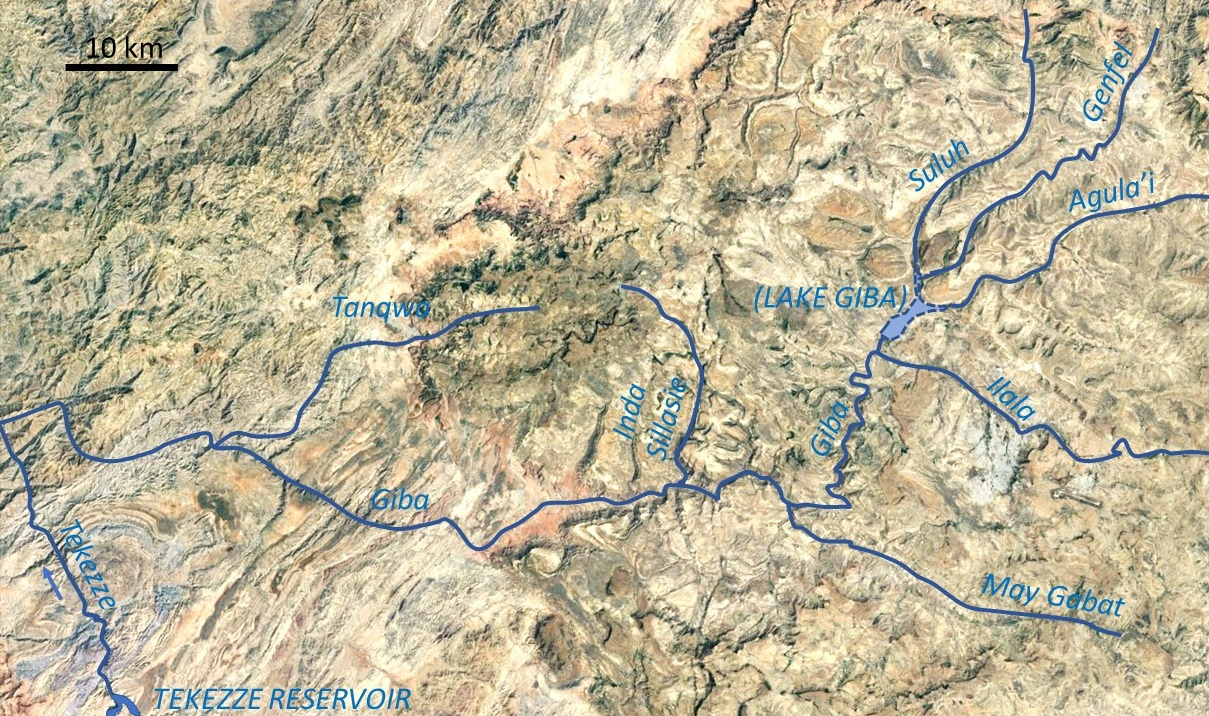

坦夸河是埃塞俄比亞的河流，位於該國北部，處於提格雷州，屬於吉巴河的支流，河道全長50公里，流域面積216平方公里 ，河床上的巨石和鵝卵石可能來自流域上游。